# Андрієвка (присілок, Янаульський район)
Андрі́євка (рос. Андреевка, башк. Андреевка) — присілок у складі Янаульського району Башкортостану, Росія. Входить до складу Первомайської сільської ради.
Населення — 25 осіб (2010; 41 у 2002).
Національний склад:
- марійці — 80 %